# Смуда, Францишек
Франци́шек Сму́да (пол. Franciszek Smuda, произношение [franˈt͡ɕiʂɛk ˈsmuda]; 22 июня 1948, Любомя, Водзиславский повят — 18 августа 2024, Краков) — польский футболист и тренер.

## Ранние годы
Родился 22 июня 1948 года, в семье поляков, которые раньше были гражданами Германской империи (Reichsdeutsche), в Любоми.

## Карьера игрока
Выступал на позиции защитника. Начинал карьеру в «Уния Рацибуж». Позже перешёл в «Одру».
Его дебют в чемпионате Польши за «Сталь» пришёлся на сезон 1970/71. Смуда также играл за «Пяст», затем на некоторое время переехал в США, играя за «Вистала Гарфилд» и за клуб NASL «Хартфорд Байсентенниалс».
В 1975 году вернулся в Польшу, чтобы играть за «Легию».
В 1978 году вернулся в США, где играл за три других клуба.
Заканчивал свою игровую карьеру в Германии, где, далее, и начал тренерскую карьеру.

## Тренерская карьера
Начал тренерскую карьеру успешно в низших лигах Германии. Затем в конце 1980-х годов работал в Турции. Тренировал «Алтай» и «Коньяспор» в общей сложности 4 года. В 1993 году вернулся в Польшу, чтобы помочь спасти «Сталь» от вылета, что ему удалось.
В мае 1995 года был назначен главным тренером «Видзев», где закончил сезон на втором месте сразу после «Легии» в сезоне 1994/95. В следующем сезоне его команда не проиграла ни одного матча, что позволило Видзеву участвовать в квалификации Лиги чемпионов в сезоне 1996/97. В плей-офф Смуда одолел чемпиона Дании и попал в групповой турнир, где ему достались сложные соперники «Атлетико Мадрид», «Боруссия» (Дортмунд) и «Стяуа». «Видзев» занял 3-е место в группе. Команде из Лодзи вновь смогла повторить свой подвиг и одержала победу в Экстракласса. В следующем сезоны перспективы были менее радужными, они продали часть своих ключевых игроков и вылетели в отборе Лиги чемпионов. «Видзев» закончил в том сезоне на 4-м месте и не пробился в еврокубки. Вскоре после этого, Смуда перешёл в «Вислу», где имел успех. Он вернётся в «Видзев» на короткое время в 2002 и 2003—2004 годах во время кризиса клуба из Лодзи.
После обретения популярности и значимости, Смуда был назначен главным тренером «Вислы» в конце сезона 1997/98. Его целью было создать команду, которая добьётся успеха не только в Польше, но и в еврокубках. В следующем сезоне ему удалось выиграть Чемпионат Польши, однако Висла была отстранена от участия в европейских турнирах из-за фаната кинувшего нож в Дино Баджо во время матча Кубка УЕФА против «Пармы». В сентябре 1999 года Смуда был отстранён от должности за проигрыш в одном матче. В июне 2001 года он был вновь нанят, после того как «Висла» проиграла «Легии». Он не смог переиграть «Барселону» в 3-м квалификационном раунде Лиги чемпионов. После поражений от «Легии» и «Полонии» в марте 2002 года он был заменён на Хенрика Касперчака.
После увольнения из «Вислы» в сентябре 1999 года, был приглашён в «Легию». Тем не менее, он не завоевал ни одного трофея и не выходил в еврокубки. После поражения 0:4 от «Заглембе» в марте 2001 года Францишек был уволен.
В мае 2006 года стал главным тренером «Леха», после слияния с «Амикой». Привёл клуб к шестому месту в сезоне 2006/07 и к четвёртому в следующем. В сезоне 2008/09 «Леху» удалось стать зимнем чемпионом, но серия ничьих в весенней части чемпионата привели клуб к 3 месту по итогам сезона. Его контракт с клубом не был продлён.
Смуде также удалось потренировать «Пиотроцовью Пётркув-Трыбунальский» из Польши и кипрскую «Омонию». Он также был кандидатом на пост главного тренера национальной сборной Габона. С 2004 года был тренером в Чемпионате Польши. Францишек помог клубу «Одра» избежать вылета. Через год он закончил на третьем месте с «Заглембе» и заработал место в Кубке УЕФА на следующий сезон. После нескольких сезонов в клубе «Лех», Смуда вернулся в «Заглембе» в августе 2009 года.
Польские СМИ неоднократно предлагали Францишека Смуду в качестве кандидата на пост главного тренера сборной Польши. После отставки Антония Пехничека в 1997 году он был близок к тому, чтобы занять эту должность, однако должность получил Януш Вуйчик. Осенью 1999 года после отставки Вуйцика он снова мог стать главным тренером сборной. Но Смуда был не в состоянии стать временным тренером, потому что у него были контрактные обязательства перед «Легией», новым тренером стал Ежи Энгель. Его имя ещё раз всплыло после плохого выступления национальной сборной на чемпионате мира 2006 под руководством Павела Янаса.
29 октября 2009 года был выбран в качестве нового главного тренера сборной Польши. Смуда руководил сборной на домашнем для поляков Евро-2012. Сборная Польши заняла лишь четвёртое место в группе, сыграв вничью два первых матча с Грецией и Россией, а потом проиграв решающий матч чешской сборной. 19 июня 2012 года было объявлено, что Смуда покинет пост главного тренера сборной в конце августа по истечении срока своего контракта.
Умер 18 августа 2024 года от рака крови в университетской больнице в Кракове в возрасте 76 лет.

## Награды
- Офицер ордена Возрождения Польша (22 августа 2024 года, посмертно)[10].